# 人在野
《人在野》（英語：Man vs. Wild），美國探索頻道（Discovery Channel）製作的寫實電視節目，由英國冒險家貝爾·吉羅斯（Bear Grylls）主持，每集他會走到沙漠、沼澤、森林、峽谷等不適合人類生存的境地，模擬在極為惡劣的環境下，為脫離險境，設法尋找回到文明社會的路徑，在前進的道路上他沿繩滑落深谷、甚至徒手攀爬峭壁等。節目中貝爾為求保命，於野外活捉幼蟲、蠍子等生吃，又示範在荒漠中尋求解渴的方法；如何避過野牛群、毒蛇、鱷魚和大熊等野外求生術。2020年拍攝第八季。

## 情節指南

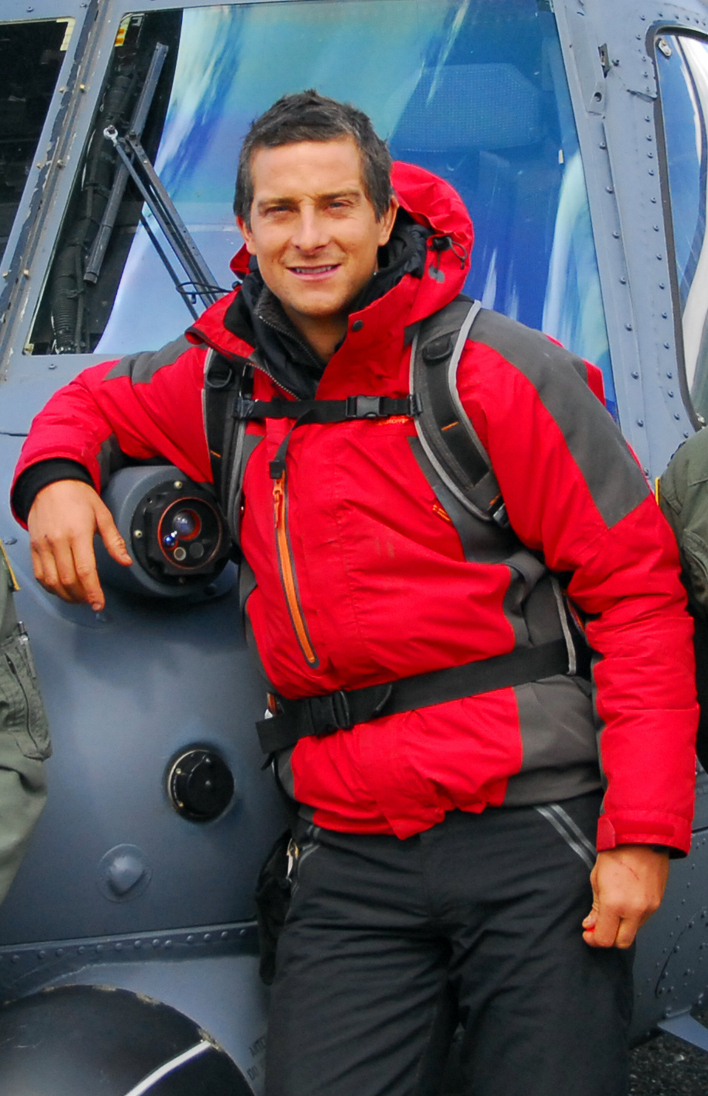
主持：吉羅斯（Edward Michael Grylls），暱稱：貝爾（Bear）

節目从2006年起播映，节目中冒險家貝爾·格里爾斯到過多個地方歷險，節目尚有特別版及剪輯版。
2012年3月12日因貝爾·格里爾斯和探索频道的合約问题正式停播。

### 2006年
第一季
- 洛磯山脈 加拿大英屬哥倫比亞省
- 摩押沙漠（英语：Moab, Utah） 美國猶他州
- 熱帶雨林 哥斯大黎加
- 阿爾卑斯山 法國
- 基拉韋亞火山 美國夏威夷
- 內華達山脈 美國加利福尼亞州
- 大草原 非洲肯亞
- 阿拉斯加山脈 美國阿拉斯加州
- 無人荒島 美國夏威夷

### 2007年
第二季
- 大沼澤 美國佛羅里達
- 冰島
- 墨西哥 墨西哥銅谷
- 金佰利 澳大利亞
- 厄瓜多爾
- 蘇格蘭
- 珠穆朗玛峰 尼泊爾

第三季
- 撒哈拉 摩洛哥
- 沙漠倖存者 摩洛哥
- 巴拿馬
- 巴塔哥尼亞 阿根廷
- 安第斯山脈 阿根廷

### 2008年
第四季
- 贊比亞
- 納米比亞
- 火山帶(上) 印度尼西亞蘇門答臘島
- 火山帶(下) 印度尼西亞蘇門答臘島
- 西伯利亞(上)
- 西伯利亞(下)

第五季
- 巴哈沙漠 墨西哥
- 南部荒野 路易斯安那州 美國
- 西海岸 愛爾蘭
- 南達科他州 美國

### 2009年
第五季
- 伯利茲
- 育空地區 加拿大
- 地獄谷 美國俄勒岡州
- 多米尼加颱風季 多米尼加共和國
- 土耳其 土耳其卡帕多西亞
- 喀爾巴阡山脈 羅馬尼亞

第六季
- 威爾法洛特集 瑞典（特別版）
- 急凍荒原 北極圈
- 阿拉巴馬州 美國
- 越南
- 奇瓦瓦沙漠 美國德克萨斯州
- 阿拉斯加 美國

### 2010年
第六季
- 太平洋海島 巴拿馬
- 中國 海南
- 長空之鄉 美國蒙大拿
- 太平洋海島 西太平洋
- 城市倖存者 波羅的海沿岸
- 危地馬拉
- 撒哈拉沙漠 北非洲 (新)
- 太平洋島國 西太平洋
- 澳洲北部 澳大利亞
- 加拿大落基山脈
- 格魯吉亞

### 2011年
第七季
- 亞利桑那州群島
- 蘇格蘭
- 生存挪威
- 婆羅洲叢林 印度尼西亞
- 馬來西亞群島
- 新西蘭 南島
- 冰與火 冰島
- 赤岩 猶他州
- 毛利人的土地 新西蘭
- 傑克∙吉倫希爾特集 吉倫哈爾冰島（特別版）

### 其它
- 貝爾野外飲食（特別版）- 2007
- 貝爾的精華（特別版）- 2008
- 超強指南1（特別版）- 2009
- 超強指南2（特別版）- 2009
- 幕後故事（特別版）- 2009
- 攝影小組的秘技（特別版）- 2010
- 貝爾的25大經典瞬間（特別版）- 2010
- 全球求生指南全球生存指南 - 2011
- 荒野中的工作（特別版）- 2011
- 貝爾與莫迪的午後荒野求生（特別版）- 2019

## 批評與回應

### 批評
2006年《人在野》工作人員承認在一些情節的設置上存在誤導，令觀眾誤認為貝爾·吉羅斯單獨在野外。美國野外求生顧問Mark Weinert也質疑拍攝地經過預先探索和佈置。他說，木筏經過組裝和分解，以便貝爾在劇作中‘製造’出來。其他的批評包括：
- 劇情中的‘野馬’實為租賃自附近景點的經過馴服的家馬。[6]
- 穿著熊裝的工作人員假扮野熊襲擊貝爾。[7]
- 一個場景中，貝爾聲稱跨越熔岩并逃離有毒的二氧化硫而穿過活火山，實際是用熱媒和和煙霧機增強的特技鏡頭。[8][9]
- 另一個場景中，觀眾的印象是貝爾是困在荒島的現實版魯濱遜，而實際拍攝在夏威夷群島的外圍，貝爾也是在旅館中過夜的。[6][10]

### 回應
面對早期的批評，探索頻道播出一些劇集的重新修訂版，取消了過於計劃的元素，並以聲音和片頭公告指出：
- 「貝爾和拍攝團隊若遇危難，將依條例予以救治」
- 「相關情境，貝爾意在向觀者展示如何求生。」
- 「前往危險地帶前，務必徵求專家意見」

然而，第一季中最富爭議的五個劇集沒有重新編輯和發佈，也沒有在DVD中找到。這些是洛磯山脈，摩押沙漠，哥斯達黎加雨林，基拉韋厄山（夏威夷活火山）和荒島上（夏威夷）。
2007年7月，面對媒體上關於第一季的批評聲音，英國第4頻道暫停播出第二季幾個星期，承諾加強製作和編輯的透明度。電視臺指出，貝爾在許多危險的條件下展示了自己的技巧。《荒野求生秘技》不是一部紀錄片，而是展示一個操作指南及"在極端環境中的基本生存技巧"。製作方在發出的一份聲明中說：
“劇組顯然沒有聲稱貝爾的經歷是獨自進行的。例如，他經常直接與包括攝影師的製作團隊對話，作為明確表示他有後方的支持。」
新的節目和DVD包含通知指出，貝爾將得到攝製組的必要協助，在某些情況下他將使用安全設備以盡量減少風險，有時甚至會故意把自己置于危險的情況下以展示求生技巧。